# Prima Divisione Umbria 1939-1940
Fu il quarto livello della XXXVI edizione del campionato italiano di calcio.

La Prima Divisione (ex Seconda Divisione e prima ex Terza Divisione) fu organizzata e gestita dai Direttori di Zona.

Il Direttorio X Zona (Sede: Via Baldeschi 2, Perugia. Presidente: Avv. Filippo Flaminio Dei) gestiva le squadre della regione Umbria.

## Girone unico

### Squadre partecipanti
| Squadra                                          | Città (provincia)      | Stagione precedente                                                                       |
| ------------------------------------------------ | ---------------------- | ----------------------------------------------------------------------------------------- |
| 102ª Legione M.V.S.N.                            | Perugia                | 7° in Prima Divisione Umbria                                                              |
| A.S. Foligno (B = riserve)                       | Foligno (PG)           | 10° in Prima Divisione Umbria                                                             |
| Pol.F. "Mario Umberto Borzacchini" (B = riserve) | Terni                  | 1° in Prima Divisione Umbria                                                              |
| G.U.F. Perugia                                   | Perugia                | Surrogato fascista dell'A.C. Perugia: "A" 7º nel gir.F di Serie C; "B" 8º in 1ªDiv.Umbria |
| A.S. Fascista Narni                              | Narni (TR)             | 3° in Prima Divisione Umbria                                                              |
| Supertessile Rieti (B = riserve)                 | Rieti                  |                                                                                           |
| Pol. Fascista Spoleto                            | Spoleto (PG)           | 4° in Prima Divisione Umbria                                                              |
| U.S. Tiferno (B = riserve)                       | Città di Castello (PG) | 9° in Prima Divisione Umbria                                                              |

### Classifica finale
|  | Pos. | Squadra               | Pt       | G | V | N | P | GF | GS | QR |
|  | ---- | --------------------- | -------- | - | - | - | - | -- | -- | -- |
|  | 1.   | Narni                 | 18       |   |   |   |   |    |    |    |
|  | 2.   | Spoleto               | 17       |   |   |   |   |    |    |    |
|  | 3.   | Borzacchini Terni B   | 13       |   |   |   |   |    |    |    |
|  | 4.   | Supertessile Rieti B  | 13       |   |   |   |   |    |    |    |
|  | 5.   | Foligno B             | 10       |   |   |   |   |    |    |    |
|  | 6.   | 102ª Legione M.V.S.N. | 5        |   |   |   |   |    |    |    |
|  | 7.   | G.U.F. Perugia (-3)   | 0        |   |   |   |   |    |    |    |
|  | ---  | Tiferno B             | Ritirata |   |   |   |   |    |    |    |

Legenda:
      Campione Regionale Umbro 1939-1940.
Regolamento:
Due punti a vittoria, uno a pareggio, zero a sconfitta.
Quoziente reti in caso di pari punti, per qualsiasi posizione di classifica.
Note:
Il Narni rinuncia alla promozione in Serie C 1940-1941.
Il Tiferno B si è ritirato a campionato in corso.
102ª Legione M.V.S.N. e Supertessile Rieti (B) non iscritte nella stagione successiva.
Il G.U.F. Perugia non si rende più necessario per la stagione successiva vista la riattivazione dell’AC Perugia.
Il G.U.F. Perugia ha scontato 3 punti di penalizzazione in classifica per tre rinunce.